# میدونگشکی ویلکیه

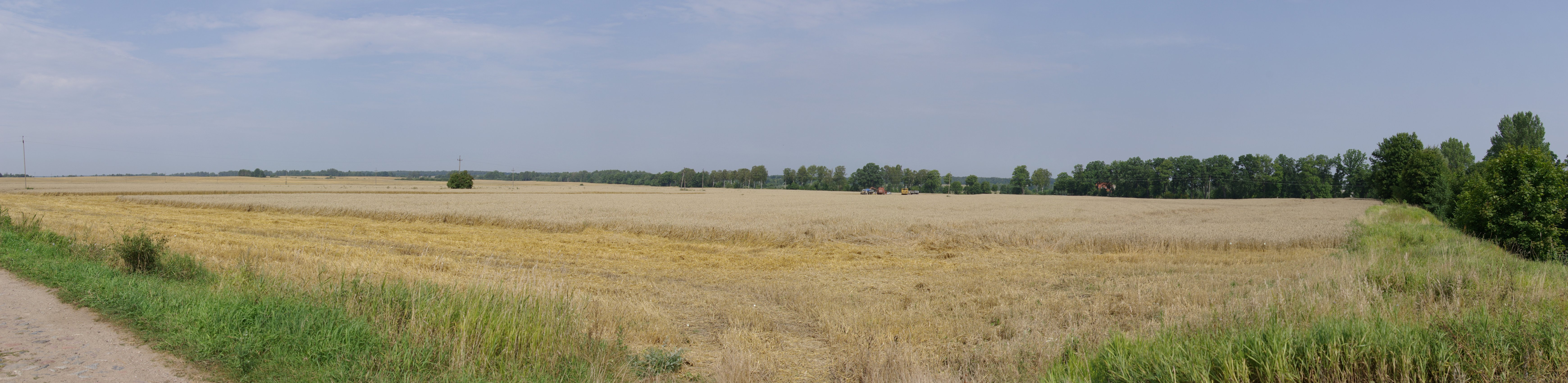
میدونگشکی ویلکیه

میدونگشکی ویلکیه (به لاتین: Mieduniszki Wielkie) یک روستا در لهستان است که در گمینا بانگه مازورسکیه واقع شده‌است. میدونگشکی ویلکیه ۱۰۰ نفر جمعیت دارد.